# Melospiza
Genre
Le genre Melospiza regroupe des espèces oiseaux appartenant à la famille des Passerellidae.

## Liste des espèces
D'après la classification de référence du Congrès ornithologique international (ordre phylogénique) :
- Melospiza melodia (Wilson 1810) — Bruant chanteur ; présent en Amérique du Nord
- Melospiza lincolnii (Audubon, 1834) — Bruant de Lincoln ; présent en Amérique du Nord
- Melospiza georgiana (Latham, 1790) — Bruant des marais ; présent en Amérique du Nord